# Вільям Гарбатт
Вільям Гарбатт (англ. William Garbutt, нар. 9 січня 1883, Хейзел Гроув — пом. 24 лютого 1964, Ворік) — англійський футболіст, що грав на позиції півзахисника та нападника. Виступав за клуби «Редінг», «Вулідж Арсенал» та «Блекберн Роверз».
По завершенні ігрової кар'єри — футбольний тренер, очолював низку відомих італійських клубів, а також іспанський «Атлетік Більбао». Як тренер — триразовий чемпіон Італії та чемпіон Іспанії

## Ігрова кар'єра
Гарбатт народився в невеликому селі Хейзел Гроув поблизу Стокпорта в багатодітній родині теслі. У молодому віці пішов в армію, в Королівський полк артилерії, де і почав грати у футбол. Після демобілізації став грати за «Редінг», провівши в якому два роки, привернув увагу столичного «Вулідж Арсенала», в якому дебютував у вищому англійському дивізіоні.
Провівши два роки в «Арсеналі» він перейшов в «Блекберн Роверс», за який грав наступні три сезони. 1911 року Гарбатт повернувся в «Арсенал», але не провівши за нього жодного матчу, завершив кар'єру в 29 років у результаті низки травм.

## Кар'єра тренера
Після закінчення кар'єри футболіста Гарбатт поїхав до Італії, в Геную, де спочатку працював вантажником у порту, але незабаром став головним тренером клубу «Дженоа». Під його керівництвом «Дженоа» тричі перемагала в чемпіонаті Італії — 1915, 1923 та 1924 років.
У 1927 році Гарбатт пішов з «Дженоа» і став першим тренером новоствореного клубу «Рома». Провівши в клубі всього два роки, Гарбатт зумів стати з «вовками» третім у чемпіонаті країни.
З 1929 по 1935 роки Гарбатт тренував «Наполі», з яким так само зумів стати третім у чемпіонаті, що стало найкращим результатом в історії клубу, і такого результату «Наполі» не міг повторити до 60-х років.
1935 року Вільям переїхав у Іспанію, де став тренером клубу «Атлетік Більбао», і в перший же сезон привів його до перемоги в чемпіонаті Іспанії.
1937 року він повернувся до Італії, де спочатку короткий період тренував «Мілан», а потім знову очолив «Дженоа». 1940 року через початок другої світової війни він, як британський підданий, був висланий з Італії, і тим самим був змушений залишити посаду тренера «Дженоа».
Незабаром після закінчення війни, 1946 року, Гарбатт знову очолив «Дженоа», але цього разу ненадовго, і в 1948 році Гарбатт покинув клуб, завершивши свою тренерську кар'єру та повернувшись на батьківщину.
Помер 24 лютого 1964 року на 82-му році життя у місті Ворік.

## Титули і досягнення

### Як тренера
- Чемпіон Італії (3):

«Дженоа»: 1914-15, 1922-23, 1923-24
- Володар Кубка КОНІ (1):

«Рома»: 1928
- Чемпіон Іспанії (1):

«Атлетік Більбао»: 1935-36